# إرنست تشارلز هوي
إرنست تشارلز هوي هو طيار كندي، ولد في 6 مايو 1895 في دوفين في كندا، وتوفي في 22 أبريل 1982 في توكوا في الولايات المتحدة.